# Duguetia furfuracea
Duguetia furfuracea (A.St.-Hil.) Saff. – gatunek rośliny z rodziny flaszowcowatych (Annonaceae Juss.). Występuje naturalnie w Boliwii, Paragwaju oraz Brazylii (w stanach Rondônia, Bahia, Ceará, Pernambuco, Goiás, Mato Grosso do Sul, Mato Grosso, Minas Gerais, Rio de Janeiro, São Paulo i Parana oraz w Dystrykcie Federalnym). 

## Morfologia
PokrójZimozielony krzew dorastające do 1,5 m wysokości. Kora ma szarobrunatną barwę. Młode pędy są owłosione.
LiścieMają kształt od eliptycznie lancetowatego do eliptycznego. Mierzą 4–15 cm długości oraz 2–6 cm szerokości. Są skórzaste. Nasada liścia jest klinowa. Liść o wierzchołku od ostrego do krótko spiczastego. Ogonek liściowy jest owłosiony i dorasta do 4 mm długości.
KwiatySą pojedyncze lub zebrane w pary, rozwijają się naprzeciwlegle do liści. Działki kielicha mają owalny kształt i dorastają do 8–15 mm długości. Płatki mają kształt od podłużnie odwrotnie owalnego do eliptycznego i czerwoną barwę, są owłosione, osiągają do 15–25 mm długości. Kwiaty mają około 100 pręcików i 9–13 słupków.
OwoceZebrane w owocostany o kulistym kształcie. Są zdrewniałe. Osiągają 4 cm średnicy. Mają barwę od brązowożółtawej do zielonoszarawej.

## Biologia i ekologia
Rośnie na nieużytkach oraz w zaroślach, na piaszczystym podłożu. Występuje na wysokości od 1200 do 1400 m n.p.m..